# Leslie Carter
Leslie Barbara Ashton (nascida Leslie Barbara Carter; Tampa, Flórida, Estados Unidos, 6 de junho de 1986 — 31 de janeiro de 2012) foi uma modelo e cantora pop, mais conhecida como irmã dos cantores Nick e Aaron Carter.

## Biografia e carreira

### 1986-2011: Primeiros trabalhos e The Other Half
Leslie Barbara Carter nasceu em Tampa, Flórida, como a terceira filha de cinco irmãos de Jane Elizabeth Carter (nascida Spaulding) e Robert Gene Carter. Ela nasceu na Casa de Repouso Garden Villa, onde a família Carter vivia e trabalhava na época. Ela nasceu como a irmã mais velha dos gêmeos Aaron e Angel e como a irmã mais nova de Bobbie e Nick Carter.
Aos treze anos, ela assinou um contrato com a Dreamworks Records e começou a gravar seu primeiro álbum em 1999. Este álbum estava planejado para ser lançado em junho de 2000, mas foi adiado porque a Dreamworks queria testar a base de fãs de Carter antes de lançá-lo para garantir seu êxito comercial. Em 2001, seu single de estreia "Like Wow!", compôs a trilha sonora do filme Shrek (2001) e recebeu pequenas transmissões nas rádios, levando a canção a atingir a posição de número 99 na Billboard Hot 100. O álbum de estreia de Carter, de mesmo nome do single, estava previsto para ser lançado em 10 de abril de 2001, no entanto, a Dreamworks posteriormente cancelou o lançamento, após vários problemas relatados durante as filmagens de seu vídeo musical de estreia. Mais tarde, cópias promocionais tornaram-se disponíveis online e o crítico musical Mike Saunders do The Village Voice, descreveu o quase-lançamento como "o melhor álbum chiclete de toda a era de 97-Y2K".
Carter iniciou uma pequena turnê por clubes no Canadá em dezembro de 2005 e realizou uma apresentação na cidade de Nova York em 19 de janeiro de 2006, com esperanças de que isso a levasse a um novo contrato de gravação. As músicas tocadas nesta turnê mostraram Carter abandonando suas raízes pop chiclete por um som mais maduro, voltado para o pop-rock. Carter co-escreveu seu material com o guitarrista do High Holy Days, Dave Thompson. No final de 2006, ela criou a banda The Other Half com seus músicos de apoio Mike Ashton, DJ Porter, Casey Clowater, Paul Davidson e Dave Thompson. A formação final consistiu em Carter (vocal), Ashton (bateria), Jason Eldon (guitarra) e Sean Smit (baixo, vocal de apoio). Ainda no ano de 2006, ela estrelou ao lado dos irmãos o reality show House of Carters composto por oito episódios exibidos pelo canal por assinatura E!. Em 12 de setembro de 2008, Carter se casou com Mike Ashton e se mudou para Toronto, Canadá. Em setembro de 2009, a banda The Other Half decidiu se separar.
Em 1 de abril de 2011, ela deu à luz a sua única filha Alyssa Jane Ashton no Canadá.

### 2012: Overdose e morte
No início de 2012, Carter estava planejando ir à reabilitação para superar seu vício em drogas com a ajuda de seu irmão mais novo Aaron. Porém, em 31 de janeiro, ela que havia se queixado de se sentir mal após cair no chuveiro, foi encontrada inconsciente na casa de seu pai em Mayville, Nova York. Ela foi levada às pressas para o hospital Memorial de Westfield, mas foi declarada morta aos 25 anos de idade, assim que chegou ao local. Um relatório da polícia do condado de Chautauqua e outro relatório de "investigação de overdose", disseram que Carter, identificada por seu nome de casada, Leslie B. Ashton, havia sofrido uma overdose e estava tomando os seguintes medicamentos prescritos: olanzapina (Zyprexa), ciclobenzaprina (um relaxante muscular) e alprazolam (Xanax). Ela foi enterrada no cemitério de Chautauqua em Nova York.

## Discografia

### Álbuns de estúdio
- Like Wow!  – não lançado oficialmente

### Singles
- "I Need to Hear It from You" – gravação promocional[9]
- "Like Wow!"

## Filmografia
- House of Carters (2006) (TV)